# Mô hình hóa dữ liệu

Quy trình mô hình hóa dữ liệu. Hình ảnh minh họa cách mô hình dữ liệu được phát triển và sử dụng ngày nay. Một mô hình dữ liệu khái niệm được phát triển dựa trên yêu cầu dữ liệu cho ứng dụng đang được phát triển, có lẽ trong bối cảnh mô hình hoạt động. Mô hình dữ liệu thường bao gồm các loại thực thể, thuộc tính, quan hệ, quy tắc toàn vẹn, và định nghĩa của các đối tượng đó. Sau đó chúng sẽ được dùng như là điểm bắt đầu cho giao diện hoặc thiết kế cơ sở dữ liệu.

Trong công nghệ phần mềm, mô hình hóa dữ liệu (tiếng Anh: Data modeling) là quy trình tạo ra một mô hình dữ liệu cho một hệ thống thông tin bằng cách áp dụng một số kỹ thuật chính thức nhất định.

## Các chủ đề mô hình hóa dữ liệu

### Mô hình dữ liệu

Mô hình dữ liệu đem lại lợi ích như thế nào.

Mô hình dữ liệu cung cấp một cấu trúc cho dữ liệu sử dụng trong hệ thống thông tin bằng cách cung cấp định nghĩa và định dạng cụ thể.

### Các phương pháp lập mô hình
Mô hình dữ liệu mô tả các lĩnh vực quan tâm.  Mặc dù có rất nhiều cách để tạo ra các mô hình dữ liệu, theo như Len Silverston (1997) chỉ có hai phương pháp mô hình hoá nổi bật, từ trên xuống và từ dưới lên: